# Jörg Blüthmann
Jörg Blüthmann (* 2. September 1965 in West-Berlin) ist ein ehemaliger deutscher Fußballspieler. Seit 2003 betreute er 10 Jahre lang die Profimannschaft von Hertha BSC als Physiotherapeut.

## Jugend
Jörg Blüthmann wuchs in der Paul-Hertz-Siedlung in Berlin-Charlottenburg auf. Im Alter von sechs Jahren begann er bei Hellas-Nordwest mit dem Fußballspielen. 1981 folgte dann der Wechsel in die Nachwuchsabteilung von Hertha BSC.

## Spielerkarriere

### Hertha BSC
1984 spielte Blüthmann unter Martin Luppen erstmals in der Profimannschaft von Hertha und erzielte in zwei Testspielen gegen den BFC Preussen und den Spandauer SV drei Tore. Durch die guten Leistungen in der Vorbereitung empfahl sich Jörg Blüthmann für den neuen Trainer Uwe Kliemann, der ihn zur Zweitliga-Saison 1984/85 für den Profikader nominierte. Dort kam Blüthmann gleich im ersten Saisonspiel beim 1. FC Nürnberg zum Einsatz, als er für Diego Castro eingewechselt wurde. Am Saisonende hatte er 14 Ligaspiele absolviert, jedoch keines davon über die volle Distanz. 1985/86 bestritt Blüthmann vier der ersten Saisonspiele, verlor dann aber wieder an Boden. Unter Kliemanns Nachfolgern Hans Eder und Rudi Gutendorf kam Blüthmann nicht zum Zuge und auch unter Jürgen Sundermann kam er in der Endphase der Saison nur noch zu einem Kurzeinsatz. Allerdings musste Hertha am 1986 erstmals in der Vereinsgeschichte in die Drittklassigkeit absteigen. 1986/87 dominierte Hertha die Oberliga Berlin und auch für Blüthmann persönlich lief es so gut wie noch nie im Herrenbereich. So bestritt er 23 Partien, in denen ihm sechs Treffer gelangen. Auch in der Aufstiegsrunde gehörte Blüthmann zum Stamm. Jedoch verlor Hertha das letzte Spiel zu Hause gegen den BVL 08 Remscheid, womit diese und der zweitplatzierte SV Meppen in die 2. Liga aufstiegen. Nach dem verpassten Aufstieg forderte Jürgen Sundermann Jörg Blüthmann auf, sich zwischen Profi- und Amateurtum zu entscheiden.

### Reinickendorfer Füchse
Daraufhin entschied sich Blüthmann für einen Wechsel ins Amateurlager zu den Reinickendorfer Füchsen, um zeitgleich seinem Beruf als Bankkaufmann nachzugehen. Mit den Füchsen wurde er 1987/88 Dritter in der Oberliga Berlin. Nachdem Hertha aufgestiegen war, gewannen die Füchse 1988/89 die Liga, scheiterten jedoch als Vierter in der Aufstiegsrunde. In der Folgesaison konnten die Reinickendorfer den Titel als Berliner Meister verteidigen, mussten sich aber in der Aufstiegsrunde wiederholt der Konkurrenz geschlagen geben.

### BSV Stahl Brandenburg
1990 wechselte Jörg Blüthmann als erster westdeutscher Fußballspieler in die kurz vor ihrem Ende stehende DDR zum BSV Stahl Brandenburg, wo er einen Vertrag für drei Jahre unterschrieb. Trotzdem blieb Blüthmann in Berlin wohnen und pendelte jeden Tag insgesamt 150 km. Auch aufgrund dessen kamen negative Töne unter seinen Mitspielern auf, die die Offenlegung seines Vertrags forderten. Trotz des achten Platzes in der letzten DDR-Oberliga-Saison und der damit verbundenen Qualifikation für die gesamtdeutsche zweite Bundesliga, war das Verhältnis zu seinen Mitspieler nachhaltig gestört, worauf Jörg Blüthmann Brandenburg nach nur einer Spielzeit wieder verließ.

### Reinickendorfer Füchse
Anschließend kehrte Blüthmann für ein Jahr zu den Füchsen zurück, die in der neuformierten Oberliga Nordost Nord einen Mittelfeldplatz belegten.

### Türkiyemspor Berlin
1992 wechselte Blüthmann zu Türkiyemspor Berlin in die Staffel Mitte der Oberliga Nordost, wo er für zwei Jahre blieb. Mit Türkiyemspor erreichte Blüthmann in der Spielzeit 1992/93 den vierten Platz. Das Spieljahr 1993/94 schloss Türkiyemspor als Dritter ab, wodurch man sich für die neue drittklassige Regionalliga qualifizierte.

### Hertha Zehlendorf
Im Jahr 1994 ging Jörg Blüthmann zusammen mit Alf Fistler, Norbert Henkel und dem Trainer Thomas Grunenberg von Türkiyemspor zum ebenfalls in der Regionalliga spielenden Hertha Zehlendorf. Dort belegte Hertha 03 1994/95 Platz 10. Auch 1995/96 wurde als Zwölfter ein Mittelfeldplatz in der Nordost-Staffel belegt. Nach der Saison 1997/98 und Platz 15 beendete Jörg Blüthmann seine Karriere als Fußballspieler.

## Trainerkarriere
Nachdem Jörg Blüthmann Zehlendorf verlassen hatte, übernahm er 1998 den Trainerposten beim Kreisligisten Roland Borsigwalde.
Später stand er als Co-Trainer von Mirko Slomka bei Tennis Borussia unter Vertrag.
Außerdem war er als Jugendtrainer bei Hertha Zehlendorf engagiert.

## Karriere als Physiotherapeut
1997 eröffnete Jörg Blüthmann mit einem Freund zusammen eine Physiotherapiepraxis, obwohl er parallel noch ein Jahr lang bei Hertha Zehlendorf spielte.
Ab 2000 nahm Blüthmann zusätzlich zu seiner Tätigkeit in seiner Praxis die Arbeit als Physiotherapeut beim 1. FC Union Berlin auf, wo er drei Jahre arbeitete, bevor er aufgrund der schlechten Arbeitsbedingungen kündigte. Anschließend verließ Blüthmann seine Praxis und begann als Physiotherapeut bei Hertha BSC. Im Jahr 2013 wurde er als Physiotherapeut bei Hertha BSC entlassen. Im Anschluss übernahm er für 18 Monate die Betreuung von Basketball Bundesligist ALBA Berlin. Mit ihnen wurde er Deutscher Vizemeister und Pokalsieger. Heute arbeitet er wieder in einer Physiotherapiepraxis.
Bei der WM 2006 wurde Blüthmann als Physiotherapeut der Schiedsrichter eingesetzt, so auch beim Finale zwischen Frankreich und Italien.

## Trivia
Neben der Ausbildung zum Physiotherapeuten und Bankkaufmann absolvierte Blüthmann außerdem eine Ausbildung zum Werbekaufmann und Biologielaboranten.
Im Jahr 2002 war Jörg Blüthmann Gründungsmitglied der Hertha-Senioren, für die er auch heute noch regelmäßig antritt.

## Erfolge
- Berliner Meister: 1987 (Hertha BSC), 1989, 1990 (Reinickendorfer Füchse)